# 我等の生涯の最良の年

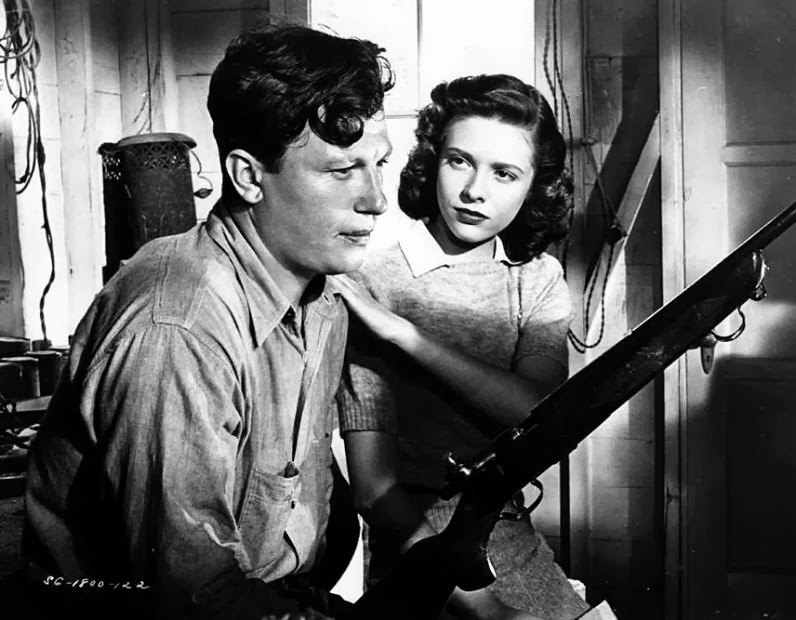
ハロルド・ラッセルとキャシー・オドネル

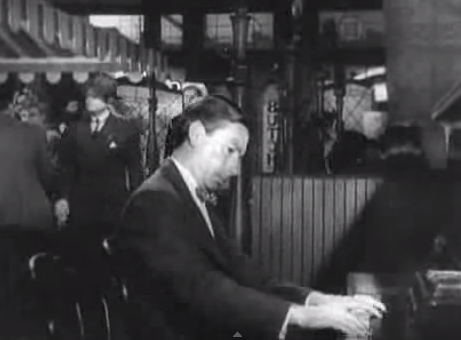
物語の主要な舞台となる「ブッチのバー」

『我等の生涯の最良の年』（われらのしょうがいのさいりょうのとし、英: The Best Years of Our Lives）は、1946年に製作かつ公開されたアメリカ合衆国の映画。第二次世界大戦後に市民生活に復帰した復員兵が直面する様々な社会問題をテーマにした数少ない作品の1つである。
不自由の無い暮らしにおいてもなお悩むアル（フレドリック・マーチ）、戦時中のトラウマに苛まれ、職探しと夫婦関係に翻弄されるフレッド（ダナ・アンドリュース）、自身の障碍に引け目を感じて家族や恋人からも心を閉ざしてしまうホーマー（ハロルド・ラッセル）、彼ら同郷の3人の帰還兵と家族たちの日々を温かく描く。
第19回アカデミー賞において作品賞をはじめ、当時のアカデミー賞最多記録（アービング・G・タルバーグ賞を含めた場合）となる9部門の受賞に輝いた。
興行成績においても、トーキー時代以降の映画として『風と共に去りぬ』以来という大ヒットを記録している。
また、1989年にアメリカ国立フィルム登録簿に登録された作品でもある。

## ストーリー
1945年8月に第二次世界大戦が終結した。同じブーンシティ（オハイオ州シンシナティを念頭に置いた架空の都市）出身のアル・スティーブンソン、フレッド・デリー、ホーマー・パリッシュの3人の帰還兵がたまたま同じ軍用輸送機に乗り合わせることで初めて知り合い、故郷に帰ってきた。
元水兵のホーマーはかつて高校フットボールのクォーターバックだったが、航空母艦を撃沈された時に負った火傷が原因で、両手ともが鉤型の鉄製義手だ。帰宅した彼は両親と妹ルエラ、隣家の恋人ウィルマの歓迎を受けるが、母親は彼の義手を見て泣き出してしまう。
元陸軍歩兵連隊軍曹のアルは長年の銀行勤めだった。瀟洒なアパートに帰宅した彼は、妻ミリーとすっかり成長した娘ペギー、息子ロブの歓迎を受ける。「ジャップ」という差別用語を口にする父親から日本刀をプレゼントされたロブは「日本人は家族の絆を大切にすると聞いたよ」と言い、放射能が広島に与えた影響を問い、「レーダーやミサイルに原子力が結びつけば悲劇になるから人類は共存すべきと物理の先生が言っていた」と話す。また、アルは美しい大人の女になったペギーの男関係を案じる。雰囲気の変わった家庭にアルは不安を感じ、発散のためにミリーとペギーを連れてナイトクラブに繰り出す。
いくつもの勲章を胸に下げるフレッド。戦時中は陸軍航空軍大尉としてボーイングB-17の爆撃手を務め、3人の中で最も軍階級が高かったが、出征前はドラッグストアでソーダ・ジャークとして働き、出征のわずか20日前に結婚していた。質素な実家に帰宅した彼を両親が出迎えたが、妻マリーの姿は無かった。両親によると、一人暮らしを始めたマリーはナイトクラブで深夜まで働いているらしい。フレッドはそのクラブを探しに行くが、マリーは見つからない。
妻と娘を伴って散々飲み歩いたアルは、ホーマーの叔父ブッチが経営するバーを初めて訪れた。そこでホーマーとフレッドを見つけ、再会を祝う。一行はブッチのピアノに合わせ踊り、飲み、アルとフレッドは酔い潰れ、ミリーとペギーが2人をスティーブンソン家に連れ帰る。
真夜中にフレッドは戦闘時の悪夢にうなされる。うめき声を聞きつけたペギーがなだめ、優しく寝かしつけてあげた。翌朝ペギーはフレッドに朝食を作り、マリーのアパートまで車で送る。フレッドはその別れ際、昨晩の事と今朝もそれに触れないでいてくれた彼女の優しさに感謝を伝える。アパートで寝ていたマリーはフレッドの帰還にはしゃぐ。
アルは以前の勤務先であった銀行に、復員軍人への小口融資担当の副頭取として昇進復職するが、酒が手放せない。さっそく貧しい復員兵の真面目さにほだされて無担保で融資をしてしまい、頭取にやんわりとたしなめられる
。
ホーマーは街では自分の両手をジョークのタネにし、一見陽気な男を装っているものの、内面では自らの障碍に引け目を感じて両親を避け、以前と変わらぬウィルマの愛情をも哀れみと受け取り、心を閉ざしてしまう。
フレッドが胸に下げる勲章を見たドラッグストアの従業員は「復員兵に仕事を取られる」と危機感を募らせる。輝かしい戦績を残した彼はソーダジャークより良い待遇の仕事を探したが、思うようにはいかない。就職口が見つかる前に貯金を使い果たし、戦時のトラウマにも苛まれる彼をなじる無理解で遊び好きの妻マリーをなだめるために、結局はかつての後輩の部下として、薄給でドラッグストアに復職する。
香水売り場の販売員となったフレッドは買い物に来たペギーを昼食に誘い、その別れ際に彼女に強引にキスをする。妻帯者のフレッドを愛し始めてしまったペギーは、フレッド夫妻をダブルデートのディナーに誘い、マリーの顔を見ることで自分の気持ちにケリをつけようとするが、フレッドにはペギーへの気持ちが真剣なものであることを改めて告白され、また復員後に収入が激減したフレッドにマリーが愛想を尽かしていることを知る。
アル夫妻は頭取の晩餐会に出席する。すでに半ば酩酊していたアルはスピーチを頼まれ、ミリーはそばで肝を冷やす。しかしさらに酒をあおったアルは「我が銀行は心ある銀行だ。復員軍人への小口融資はアメリカの未来への投資だ」と本音を雄弁に語り、ミリーは安堵してアルにキスする。
ディナーから戻って「私はフレッドを愛している。愛し合っていないあの2人を別れさせる」と両親の前で宣言したペギーに、アルとミリーは大反対する。ペギーは「ずっと幸せな夫婦だったパパとママにはわかりっこない」と反駁するが、ミリーは「幸せな夫婦」に見える自分達も結婚生活の中でこれまでに様々な問題を抱え、離婚寸前の関係を何度も修復してきたことを打ち明ける。
アルはブッチのバーにフレッドを呼び出し、娘から手を引けと迫る。フレッドが折れて店内の電話ボックスに行き、ペギーに別れの電話を掛けるなか、事情を知らぬホーマーはブッチと練習中のピアノをアルに披露する。アルは複雑な面持ちでそこに佇む。。
ドラッグストアに来店したホーマーに、居合わせた他の客が「日本やナチスは共産主義を絶滅出来たのに我々は英国に利用されてしまい、（ホーマーの手や戦友の死も含めて）無駄な犠牲を払ってしまった」と言い放つ。憤慨したフレッドはその客をガラスカウンターに殴り倒し、解雇されてしまう。謝るホーマーに、フレッドは「ウィルマにすぐにでも会って結婚を申し込め」と勧め、2人の恋仲を進展させようとする。
ある晩にホーマーに会いに来たウィルマは「私を避け続ける貴方を忘れるために明日の朝ブーンシティを離れなさい、と両親が言う。でも私は行きたくない」と告げる。だがウィルマの幸せを願うホーマーは、彼女が去るのを止めようとしない。ホーマーはシャツを脱ぎ、義手も外して自分の障碍の全てをさらけ出し、一緒に生活することの大変さを話す。ウィルマは「それを愛の力で乗り越えましょう、いつまでも離れないわ」と訴えかける。ようやくホーマーもこれまで抑えていたウィルマに対する思いを正直に告白し、2人は固く抱き合う。一筋の涙を流すホーマーのベッドサイドには、フットボール選手時代の輝かしい写真、そしてウィルマの写真が飾ってある。
職探しから帰宅したフレッドは、マリーが見知らぬ復員兵クリフと一緒にいるのを目撃する。悪びれもしない彼女はフレッドに離婚を言い渡す。。フレッドはペギーの写真すらも破り捨て、実家に戻って荷物をまとめ、町を出て行くことにする。父親の説得もむなしく、フレッドは飛行場へ向かう。両親は、フレッドが捨てるように残していった殊勲飛行十字章の「最も困難な状況において示した任務への忠誠心と高度な技術と冷静さ」を称えるジミー・ドーリットル中佐による感状をしみじみと読み上げる。
目的地も決めぬまま飛行場に到着したフレッドは、搭乗までの時間潰しに「飛行機の墓場」をさまよう。B-17の先端部分に入りこむと、またも過去の激戦の悪夢が蘇りフラッシュバック状態に陥るが、作業員の男が彼に声を掛けて現実に引き戻す。B-17はこの地で解体されてプレハブ建築の材料になると聞いたフレッドは「未経験だが、自分を解体作業員として雇ってくれ」と頼み込む。
ホーマーとウィルマの結婚式のために、アルの一家やフレッドを含めた人々がパリッシュ家に集まった。アルとフレッドは幸せなホーマーを介して、ぎこちない会話を交わす。。ホーマーとウィルマが誓いの言葉を述べる間、フレッドと目に涙を浮かべるペギーは互いに離れたところから見つめ合う。式が終わり、人々が新郎新婦の周りに集まる中、フレッドはペギーのもとへ歩み寄り、彼女にキスをする。一人前の稼ぎになるまで何年掛かるか分からないし、最初は厳しい生活を送ることになるかもしれないが、それでもいいのかとフレッドは尋ねる。ペギーは無言で微笑み、フレッドに熱いキスを返すのだった。

## キャスト

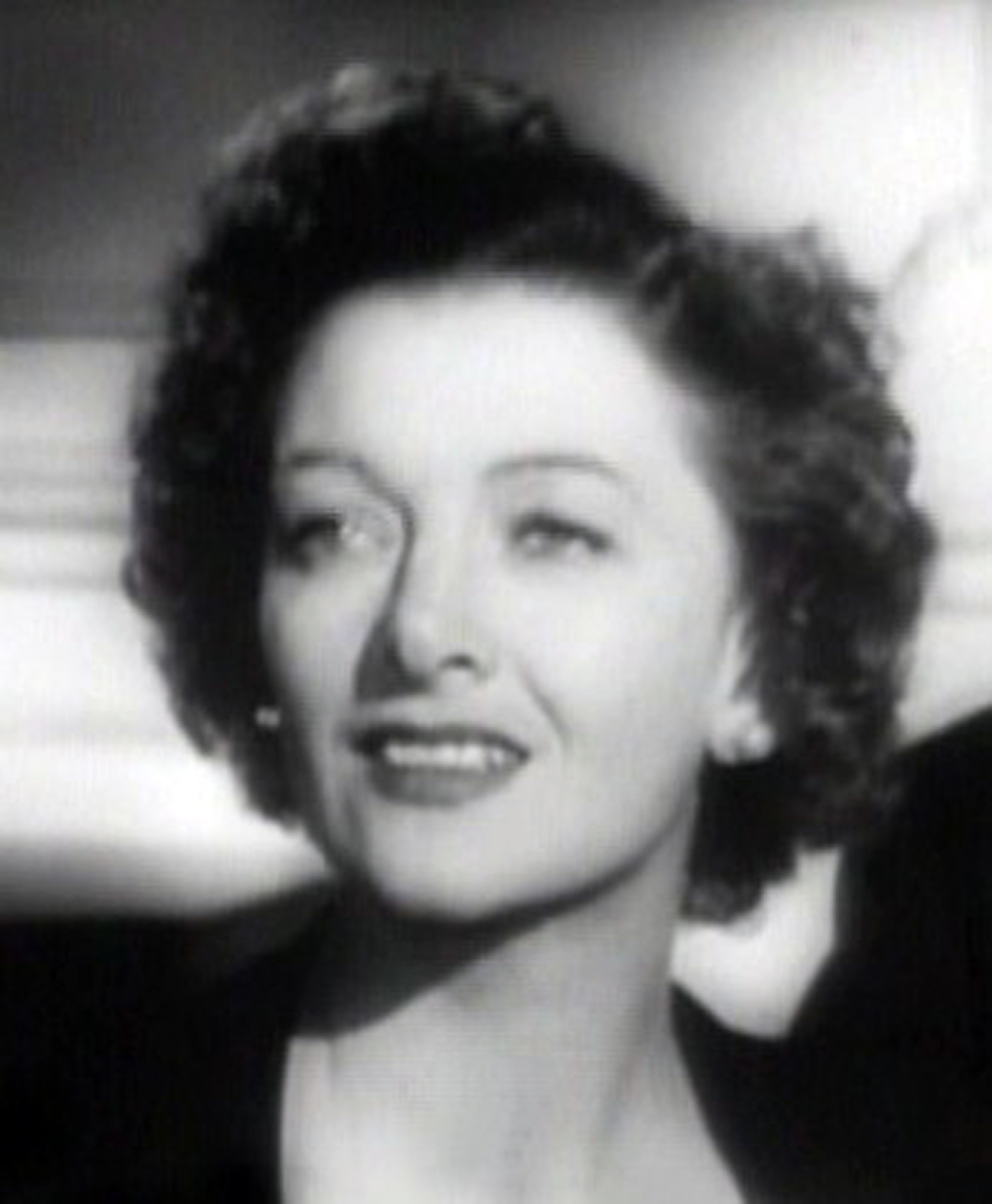
マーナ・ロイ
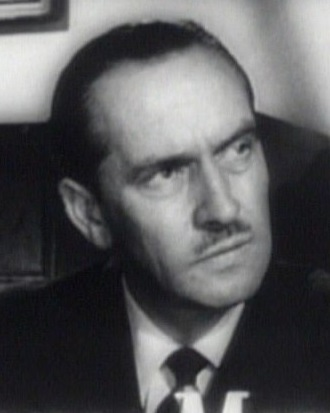
フレドリック・マーチ
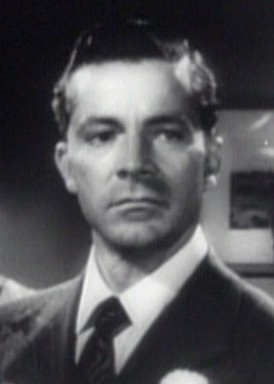
ダナ・アンドリュース
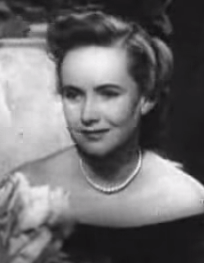
テレサ・ライト
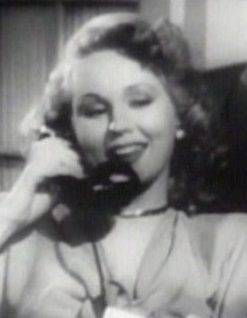
ヴァージニア・メイヨ
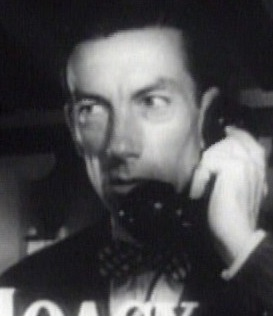
ホーギー・カーマイケル

クレジットに記載されたキャストと、その役を演じた俳優は以下の通り。
括弧内は日本語吹替（パブリックドメインDVDに収録）。
- ミリー・スティーブンソン - マーナ・ロイ（水月優希）
- アル・スティーブンソン - フレドリック・マーチ（間宮康弘）
- フレッド・デリー - ダナ・アンドリュース（加藤亮夫）
- ペギー・スティーブンソン - テレサ・ライト（恒松あゆみ）
- マリー・デリー - ヴァージニア・メイヨ
- ウィルマ・キャメロン - キャシー・オドネル
- ブッチ・エングル - ホーギー・カーマイケル
- ホーマー・パリッシュ - ハロルド・ラッセル（佐藤祐一）
- ホーテンス・デリー（フレッドの母親） - グラディス・ジョージ（英語版）
- パット・デリー（フレッドの父親） - ローマン・ボーネン（英語版）
- ミルトン氏（アルが勤める銀行の頭取） - レイ・コリンズ
- パリッシュ夫人（ホーマーの母親） - ミナ・ゴンベル（英語版）
- パリッシュ氏（ホーマーの父親） - ウォルター・ボールドウィン（英語版）
- クリフ - スティーヴ・コクラン（英語版）
- キャメロン夫人（ウィルマの母親） - ドロシー・アダムズ（英語版）
- キャメロン氏（ウィルマの父親） - ドン・ベドー
- ルエラ・パリッシュ（ホーマーの妹） - マレーネ・アエームズ
- プリュー（ノバックへの融資に反対する、アルが勤める銀行の幹部） - チャールズ・ハルトン（英語版）
- モレット氏（ドラッグストアでホーマーと言い争う男） - レイ・ティール（英語版）
- ソープ（フレッドが勤めるドラッグストアの新経営者） - ハウランド・チェンバレン（英語版）
- ノバック（アルに融資を懇願する復員兵） - ディーン・ホワイト
- ブラード（フレッドが勤めるドラッグストアの旧経営者） - アースキン・サンフォード（英語版）
- ロブ・スティーブンソン（ペギーの弟） - マイケル・ホール
- ウッディ・メリル（ペギーのボーイフレンド） - ヴィクター・カトラー

プロデューサーのサミュエル・ゴールドウィンはスクリーンの「理想的な妻」の地位を確立したマーナ・ロイが端役を引き受けてくれるか心配したが、事前に脚本を読んでいた彼女は役を演じるのを即座に了承した。クレジットでは俳優として最も名の売れている彼女の名前が最初に表示されることになった。
監督のウィリアム・ワイラーは心的外傷後ストレス障害（PTSD）を発症したホーマー・パリッシュの役に、それ以前に演技経験が無かった素人のハロルド・ラッセルが適役だと見込み、起用することに決めた。ワイラーが以前に観たドキュメンタリー映画に両手を失った若い軍曹として登場した彼は「TNTの火薬を扱っている時に事故が起こり、両手を手首から6インチのところまで失ってしまったために」鉄の義手を付け、肩に付けた器具とゴムバンドでそれを動かしていた。キャストに加わった後にホーマーの障害はPTSDから身体障害に変更された。
ノンクレジットでは、カントリー・ミュージックの歌い手として有名になるテネシー・アーニー・フォードが「田舎者のシンガー」で出演している。のちに映画監督・プロデューサー・脚本家となるブレイク・エドワーズも「伍長」で一瞬登場する。3人がブーンシティに帰る前の序盤のシーンでフレッドはクリーブランド行きの飛行を予約する彼に「クリーブランドは素敵な町だ」と話し掛けるが、「ああ、だけど住んでるのはデトロイトなんだ」と返答している。

## 製作

### 脚本作り
フランシス・ゴールドウィンは「タイム」誌が1944年8月7日号で除隊兵士について取り上げた「国内ニュース」の中の「帰還」と題された記事に何度も目を通し、注目した。彼女は夫のサミュエル・ゴールドウィンに帰郷した兵士達をテーマにしたドラマを製作すべきだと言い続け、しまいには彼も「絶対にそんなもんは作らないぞ」と宣言してしまった。
ところが、実際にはサミュエル・ゴールドウィンはその後にマッキンレー・カンターに兵士が帰還した第二次世界大戦後の映画の構想を話している。ゴールドウィンはカンターにタイムの記事を見せ、「あなた自身の経験から語るべきだと思う」物語を自由に展開させてほしいと依頼した。報酬として20000ドルが提示され、1944年9月8日にカンターは契約書にサインした。カンターが執筆した物語『Glory for Me』の脚本用の梗概は1945年1月に作成された。物語は無韻詩で書かれていた。
しかし、1945年8月14日の第二次世界大戦の日本の敗戦により、『Glory for Me』の脚色をするという契約に署名したロバート・E・シャーウッドは、来年の春か秋には時代遅れのテーマになっているかもしれないし、神経症をすべての帰還兵につきもののように描けば「かなりの不満」さえ起こるかもしれないとしてあまり乗り気では無く、すぐに企画の中止を進言した。9月4日にゴールドウィンから送られた彼の強い決意を示す次の内容の電報（一部抜粋）がこのシャーウッドの考えを改めさせることになった。
| 「 | ･･･私が6か月前よりももっと自信を強くしているのは、あのテーマは今よりも一年後の方が更に時節に合うと思うからだ。･･･市民の側から物語を見るというあなたのやり方は正しいし、言われるようにアメリカらしいユーモアを全体にちりばめれば、この作品はあなたの仕事の中でも特に優れたものとなることは間違いない。私が作りたいのは心を打つ感動的な物語だ。こちらであなたがおっしゃったことを聞いて、皆が適切な情熱を持ち続ければ、この映画は年間のベスト作品になると確信した。 | 」 |

ゴールドウィンから「ハリウッド的な映画にしなくてはいけないと思わないでくれ。それよりも、もっとシンプルで真実味のあるものを作りたい」と言われたシャーウッドは数ヶ月かけて物語を練り上げ、1946年4月9日に脚本を完成させた。

### 映画の撮影
撮影は1946年4月15日に開始され、オンタリオ国際空港やロサンゼルス郡樹木園・植物園を含めた様々な場所でロケが実施された。撮影には100日以上が費やされたが、ゴールドウィンはシャーウッドの脚本通りにどんな台詞でも一切変更せずに撮るように要求し、監督のウィリアム・ワイラーも渋々ながらこれに従った。
ワイラーは映画の中に真実味を求めた。ゴールドウィンが「実に自然な演技をこなす」ハロルド・ラッセルを演技教室に通わせようとしたことに強く反対した。多くの復員兵を製作スタッフとして雇い入れ、音響係や小道具、グリップなど様々な役割を担当させた。衣裳デザイナーのアイリーン・シャラフには特別な服はデザインせず、登場人物が買い物をしそうなデパートへ役者を連れて行き、セットに入る前に数週間衣装を着させて馴染ませるようにと命じた。
ゴールドウィンのお気に入りで、今回も音楽を担当するように彼から頼まれたアルフレッド・ニューマンは既に20世紀フォックスの音楽部門責任者に就任していたので、自分の代わりにヒューゴー・フリードホーファーを推薦した。そのためにフリードホーファーが起用されることになった。
本作の中に妻のある身のフレッドがブッチのバーで出会ったアルからペギーと付き合うのを止めてくれと言われ、そう言うと約束してペギーに電話を掛けに電話ボックスへ向かうシーンがある。フレッドが出て行った後、バーに入って来たホーマーとブッチが『チョップスティックス』を連弾する。ここでグレッグ・トーランドはディープフォーカスを使用して画面の左上にフレッドを、右下にピアノを囲む3人を見せた。これによってアルに焦点を合わせながらも、画面のアルと同じように遠くの姿を見ているだけでフレッドがペギーに電話を掛けているのだと観客にも分かるようにした。「シカゴ・リーダー」紙のデイヴ・ケールはこのようなディープフォーカスの使用が現代の観客にも強く関心を持たれる対象になっているとしている。
フレッド・デリーが残骸となった爆撃機に座っているシーンでは、戦闘任務を思い出す彼の主観的状態をシミュレートする「ズームレンズ」効果が使用された。このカリフォルニア州オンタリオにある「航空機の墓場」はワイラーが撮影準備の段階で見つけてシャーウッドに話し、シャーウッドが素晴らしいシーンが出来ると気付いてロケ地に選ばれたものであり、大戦末期に作られて実戦に間に合わなかった戦闘機の残骸が並んでいた。
第二次世界大戦に従軍して戦地から帰還したワイラーはプラザホテルで妻と再会した際に、長い廊下の向こうとこちらから自分と妻が近付いていった時の感動を覚えており、その光景をアルがミリーと2人の子供が待つアパートに帰って来るシーンで再現した。アルが玄関のドアを開き、ミリーが奥の部屋から「誰なの?」と尋ねるが、アルを出迎えた子供達は興奮して叫びそうになるのをかろうじてこらえている。映画監督のウィリアム・フリードキンはこの直後の夫婦が再会を果たした瞬間の描写について「彼女は本当に身動き一つしない。何も言葉を発していない。私が今までに見てきた中でも最も美しい家族愛のシーンの一つだ」と評している。テレサ・ライトはマーナ・ロイに「あのシーンには真実の愛があった」からこそあれほど感動的なシーンになったと思うと話しているが、ロイ自身も後年に「2人はベッドに入るのが待ち切れないくらいだったのよ」と迫真の演技の秘訣を語っている。

## 公開
「ヘイズ・コード」に基づき審査を行うアメリカ映画製作配給業者協会（MPPDA）はアルがゲップをするシーンやペギーの「結婚を壊してやる」という発言、ミリーとアルの情熱的なキスのシーンなどはけしからんから削れとの要求を続けたが、ゴールドウィンが一切変更しないと譲らなかったために最終的にこの異議を引っ込めてしまった。また、通常の映画の2倍の長さになってしまったため、試写会のたびに誰かしらから犠牲に出来そうなカットが指摘された。上演回数が普通の半分に減ってしまうというデメリットがありながら、ゴールドウィンは長いまま本作を公開することを決断した。
前評判を盛り上げるために40万ドルもの費用を掛けた宣伝が行われた。ヴァージニア・メイヨとテレサ・ライトは「ライフ」誌の表紙を飾り、ホーギー・カーマイケルは自分のラジオ番組で本作を紹介し、マーナ・ロイとフレドリック・マーチとダナ・アンドリュースのもとには各ラジオ番組からの出演依頼が殺到した。
1946年11月20日、入場料の40%を獲得するというゴールドウィンにとってこれまでに無い好条件で配給契約を結ぶことの出来たニューヨークのアスター劇場でまず封切られ、ロサンゼルスではクリスマスの週に公開された。
公開後1年で北アメリカでは1000万ドル近くの収益を上げた。トーキーになってからの映画の興行成績としては『風と共に去りぬ』に次ぐ第2位を記録している。ロンドンでは1947年春に公開され、一年間満員の状態が続き、22週目に突入しても2週目の客の動員数を維持していたほどの勢いだった。この状況はシドニーからリオデジャネイロの世界各地においても共通していた。
アメリカ映画で原爆に触れた最初の劇映画とされるているが、1948年の日本初公開時、米軍占領下で報道管制があったため、米国に帰還した軍人の父親（フレドリック・マーチ）に息子が広島の被爆者の状況を尋ねる場面（2分間）はカットされた。

## 評価

### 批評
公開時のみならず、後世の多くの映画評論家からも肯定的な評価を獲得している。
- 「ニューヨーク・タイムズ」紙のボズレー・クラウザー：「最上級のエンターテインメントのみならず、心の安らぎと人間らしい考え方の礎として全面的かつ積極的に認めることの出来る」数少ない映画であり、人々が映画に設定した「最も美しく感動的な人間の不屈の精神の実証」の基準を見事にクリアし、「アンサンブル・キャストはこの今年一番のハリウッド映画に最高の演技をもたらした」と書いている[78]。
- ジェームズ・エイジー：「ここ何年かにアメリカの撮影所で製作された映画としては、数少ない感動的で勇気付けられる好ましい作品の一つ」であると認め、それから2週間後には「嬉しいことにこれだけは声を大にして言える。この映画は才能ある人々が集まって機会を与えられたら、あるいはチャンスを切り開いたらどんな成果が生まれるかを如実に示している」と書いている[75]。
- 淀川長治：「本当は最悪の年なんですね。この3家庭を通して、アメリカを見事に見せたんです。うまいんですねぇ。ことに、ハロルド・ラッセルがいいんです。ラッセルは、これでアカデミー賞の助演男優賞と特別賞を獲ったんですけど、素人なんですね」と書いている[79]。
- 「シカゴ・サンタイムズ」紙のロジャー・エバート：2007年に彼の「素晴らしい映画リスト」に加えた。60年以上後から見ても現代的に感じられ、ハリウッドがその後に意図的に避けた問題を単刀直入に取り上げていると評している[80]。
- シカゴ・リーダー紙のジョナサン・ローゼンバウム（英語版）：「最も感動的かつ最も心に深く刻み込まれた」—「今までに観たことのある、帰還兵を取り上げたアメリカ映画の中でも最高の出来だ」と書いている[81]。
- 「タイム・アウト」誌のジェフ・アンドリュー（英語版）：「ワイラーの最高の映画の一つ」と評し、「おそらく長過ぎるのだが、帰国した復員兵の窮状を優しく、ときに厳しく見つめる映画だ」と書いている[82]。
- 「バラエティ」誌のエイベル・グリーン（英語版）：「我等の生涯の最良の映画の一つ」[83]。
- 水野晴郎：生涯で一番好きな映画として本作を挙げている[84]。

公開後何か月かはゴールドウィンのデスクに称賛やお祝いの手紙が溢れた。その中でも彼をとりわけ感激させたのが、一時は言葉の行き違いで関係が悪化していた長女ルースから送られた「生涯で最良の涙を流してきました。お父様を愛し、この上無く誇りに思っている娘ルースより」という手紙だった。
2017年2月2日時点で、ロッテン・トマトには本作についての47人の批評家のレビューが集まっている。そのうち45人からの肯定的な評価を獲得し、「トマトメーター」は96%になっている。

### 映画賞の受賞・ノミネート
第9回アカデミー賞の10部門にノミネートされ、うち9部門を受賞した。フレドリック・マーチは授与式会場から離れたニューヨークにいたため、まだデビューしたばかりのキャシー・オドネルが彼の代理としてオスカー像を受け取った。
アービング・G・タルバーグ賞の受賞者が発表された後、ゴールドウィンは感極まって目に涙を浮かべていた。式の後にRKO社長邸で開催された祝賀会では、ことあるごとに衝突していたゴールドウィンとワイラーは互いに挨拶もせずに一晩中それぞれの隅に引っ込んでいたが、フランシス夫人はゴールドウィンが「まるでクリスマスに欲しい物を全部貰った子供のように」はしゃいでいたのを記憶している。夫妻が帰宅した後、フランシス夫人は、ゴールドウィンがいつまでも2階に上がってくる気配が無いので何処に居るのか家中を探し回ったところ、暗いリビングルームでアカデミー作品賞とアービング・G・タルバーグ賞を片手ずつ持ち、腰を下ろし、うつむいて声も無く泣いていた彼を発見したという。
ハロルド・ラッセルは素人俳優で本物の復員兵であったにもかかわらず、1つの役で2つのオスカー像を獲得した最初の俳優となった。アカデミー特別賞の受賞理由として挙げられたのが「出演を通して仲間の復員兵に希望と勇気を与えた」というものだった。彼は後年に妻の医療費を工面するために、アカデミー助演男優賞のオスカー像を競売にかけ、60500ドルで売却した。
他の主な賞として第12回ニューヨーク映画批評家協会賞の3部門、第18回ナショナル・ボード・オブ・レビューの2部門、第4回ゴールデングローブ賞の2部門、1947年のブリュッセル世界映画祭の1部門、第1回ボディル賞の1部門、第1回カルロヴィ・ヴァリ国際映画祭の1部門、第3回スペイン映画脚本家協会賞の1部門、第1回英国アカデミー賞の1部門を獲得している。
また、作品は1989年にアメリカ国立フィルム登録簿に登録され、2007年にオンライン映画・テレビジョン協会賞の殿堂入りを果たしている。
| 選考年 | 映画賞                                     | 部門                                     | 対象                                         | 結果       |
| ------ | ------------------------------------------ | ---------------------------------------- | -------------------------------------------- | ---------- |
| 1946年 | 第18回ナショナル・ボード・オブ・レビュー賞 | トップ10作品                             | 『The Best Years of Our Lives』              | 受賞       |
| 1946年 | 第18回ナショナル・ボード・オブ・レビュー賞 | 監督賞                                   | ウィリアム・ワイラー                         | 受賞       |
| 1946年 | 第12回ニューヨーク映画批評家協会賞         | 作品賞                                   | 『The Best Years of Our Lives』              | 受賞       |
| 1946年 | 第12回ニューヨーク映画批評家協会賞         | 監督賞                                   | ウィリアム・ワイラー                         | 受賞       |
| 1946年 | 第12回ニューヨーク映画批評家協会賞         | 主演男優賞                               | フレドリック・マーチ                         | ノミネート |
| 1947年 | 第4回ゴールデングローブ賞                  | ドラマ映画作品賞                         | 『The Best Years of Our Lives』              | 受賞       |
| 1947年 | 第4回ゴールデングローブ賞                  | ノンプロフェショナル演技特別賞           | ハロルド・ラッセル                           | 受賞       |
| 1947年 | 第19回アカデミー賞                         | 作品賞                                   | サミュエル・ゴールドウィン・プロダクションズ | 受賞       |
| 1947年 | 第19回アカデミー賞                         | 監督賞                                   | ウィリアム・ワイラー                         | 受賞       |
| 1947年 | 第19回アカデミー賞                         | 主演男優賞                               | フレドリック・マーチ                         | 受賞       |
| 1947年 | 第19回アカデミー賞                         | 脚色賞                                   | ロバート・E・シャーウッド                    | 受賞       |
| 1947年 | 第19回アカデミー賞                         | 助演男優賞                               | ハロルド・ラッセル                           | 受賞       |
| 1947年 | 第19回アカデミー賞                         | 編集賞                                   | ダニエル・マンデル                           | 受賞       |
| 1947年 | 第19回アカデミー賞                         | ドラマ・コメディ音楽賞                   | ヒューゴー・フリードホーファー               | 受賞       |
| 1947年 | 第19回アカデミー賞                         | 録音賞                                   | ゴードン・E・ソーヤー                        | ノミネート |
| 1947年 | 第19回アカデミー賞                         | 特別賞                                   | ハロルド・ラッセル                           | 受賞       |
| 1947年 | 第19回アカデミー賞                         | 記念賞                                   | サミュエル・ゴールドウィン                   | 受賞       |
| 1947年 | ブリュッセル世界映画祭                     | 主演女優賞                               | マーナ・ロイ                                 | 受賞       |
| 1948年 | 第1回ボディル賞                            | アメリカ作品賞                           | ウィリアム・ワイラー                         | 受賞       |
| 1948年 | 第1回カルロヴィ・ヴァリ国際映画祭          | 監督賞                                   | ウィリアム・ワイラー                         | 受賞       |
| 1948年 | 第3回スペイン映画脚本家協会賞              | 外国語作品賞                             | 『Los mejores años de nuestra vida』         | 受賞       |
| 1948年 | 第1回英国アカデミー賞                      | 総合作品賞                               | ウィリアム・ワイラー                         | 受賞       |
| 1989年 | 合衆国国立フィルム保存委員会               | アメリカ国立フィルム登録簿               | 『The Best Years of Our Lives』              | 受賞       |
| 2007年 | オンライン映画・テレビジョン協会賞         | オンライン映画・テレビジョン協会賞の殿堂 | 『The Best Years of Our Lives』              | 受賞       |

上記の他にも、フランスの「ヴィクトワール」やオランダの「フィルムプリズン」のような国際的な賞もいくつか受賞している。

### ランキング入り
日本の映画雑誌「キネマ旬報」の選考委員20人が選定し、1948年に日本国内で公開された映画を選考対象とした「外国映画ベスト10」（1位票10点・10位票1点）では、170ポイントの『ヘンリィ五世』に次ぐ152ポイントを獲得して2位にランクインしている。
イギリスでは歴代6位（1位『風と共に去りぬ』、2位『サウンド・オブ・ミュージック』、3位『白雪姫』、4位『スター・ウォーズ』、5位『スプリング・イン・パーク・レイン』）の推定観客動員数2040万人を記録している。
「AFIアメリカ映画100年シリーズ」のアメリカ映画ベスト100では37位に、感動のアメリカ映画ベスト100では11位に、10周年版アメリカ映画ベスト100では37位にそれぞれランクインしている。
| 選考年 | 団体             | 部門                          | 対象                            | 順位 |
| ------ | ---------------- | ----------------------------- | ------------------------------- | ---- |
| 1949年 | キネマ旬報社     | 1948年の外国映画ベスト10      | 『我等の生涯の最良の年』        | 2位  |
| 1998年 | アメリカ映画協会 | アメリカ映画ベスト100         | 『The Best Years of Our Lives』 | 37位 |
| 2006年 | アメリカ映画協会 | 感動のアメリカ映画ベスト100   | 『The Best Years of Our Lives』 | 11位 |
| 2007年 | アメリカ映画協会 | 10周年版アメリカ映画ベスト100 | 『The Best Years of Our Lives』 | 37位 |

## その後
授与式の後に 「ロサンゼルス・タイムズ」紙は「ハリウッドは賞を受賞した映画を誇りに思っていい。『The Best Years of Our Lives』はアメリカ魂の素晴らしさを示した。この映画を混沌とした現代世界のすべての人々に見せてあげたい」と論説に書いた。アメリカ全土の雑誌が本作を様々な角度から取り上げた。特にライフ誌の1947年10月27日号は10ページにわたる特集を組み、ゴールドウィンの経歴と映画界での活動について詳しく紹介している。しかし、ゴールドウィンはアカデミー賞受賞から2、3か月後にはライフ誌記者に「高く上がれば上がるほど、落ちた時のショックも大きい」と将来に対する不安を吐露している。
1950年に息子のサミュエル・ゴールドウィン・Jrが朝鮮戦争に従軍することが決まり、ゴールドウィンは「アメリカが再び戦争を始めたことが現代の家庭にどのような影響を及ぼすか」を描く新しい映画の企画を思い付いた。この『我が心の呼ぶ声』は本作と同様に従軍経験のある3人の男（同じ家族の父・兄・弟）が主人公の物語である。その上、アメリカの小さな町を空から紹介する冒頭のシーンから結婚式が行われるエンディングまで、起こった問題をすべて本作と同様の方法で解決した。彼はこの新作映画の宣伝活動に励み、「単なる映画というのみならず、国家的な課題を明らかにしたメッセージなのだ」と強調したが、多くの映画評論家から酷評された。さらに上回る映画を製作したいと強く願いながらも報われず、本作の後の7作品はすべて興行的に失敗に終わった。

## 脚色とリメイク
1947年3月15日の「ザ・ヘッド・ホッパーショー - ディス・イズ・ハリウッド」（ダナ・アンドリュース、ハロルド・ラッセルが再演）、1947年5月19日の「スクリーン・ギルド・シアター」（ダナ・アンドリュース、ヴァージニア・メイヨ、キャシー・オドネルが再演）、1947年11月24日の「スクリーン・ギルド・シアター」（フレドリック・マーチ、マーナ・ロイ、テレサ・ライトが再演）、1949年4月17日の「スクリーン・ディレクターズ・プレイハウス」（ダナ・アンドリュースが再演）で本作を脚色した30分のラジオドラマが放送されている。
本作をリメイクした1975年放送のテレビ映画『Returning Home』ではベトナム戦争で実際に両手を失ったジェームズ・R・ミラーがホーマー・パリッシュを演じた。